# Dyspessa alipanahae
Dyspessa alipanahae is een vlinder uit de familie van de Houtboorders (Cossidae). De wetenschappelijke naam van deze soort is voor het eerst voorgesteld door Roman Viktorovitsj Jakovlev in een publicatie uit 2008.
De soort komt voor in Iran.